# Vivljunga
Vivljunga är ett mindre samhälle i Hinneryds socken i Markaryds kommun i sydvästra Småland. I Vivljunga ligger Skeensgården som drivs av Vivljunga hembygdsförening. Där finns en camping och stugby. Man anordnar även en julmarknad. År 1995 klassades Vivljunga som småort av SCB.